# Dinaridi
Dinaridi ili Dinarsko gorje mlađe su ulančano gorje jugoistočne Europe. Nalaze se između jadranske obale i rijeke Save i protežu oko 645 kilometara od rijeke Soče i Trnovskog Gozda na sjeverozapadu do rijeke Drim i Prokletije u sjevernoj Albaniji na jugoistoku.  Gorje je ime dobilo po planini Dinari koja se nalazi u Dalmaciji uz granicu s Bosnom i Hercegovinom, otprilike po sredini Dinarida.
Zaleđe istočnojadranske obale, počevši od Rijeke u Hrvatskoj pa do Bara u Crnoj Gori, čine impozantne planine dinarskog krša, što je najveće krško područje u Europi. Velebit (1758 m), Biokovo (1762 m) i Dinara (1831 m) najviše su planine u hrvatskim Dinaridima, a najviši vrh svih Dinarida je Maja Jezercë (2694 m) uz granicu Albanije i Crne Gore. Kao vapnenačke Dinaride u širem smislu, neki geolozi uzimaju niz od Triglava do Pindskog gorja u Grčkoj.
Zahvaljujući jakoj neotektonskoj aktivnosti jadranske ploče imaju jedan od najkompleksnijih krških reljefa na svijetu.
Duljinom čine dominantno gorje u Jugoistočnoj Europi. Granica su kulture, klime, kao i mediteranskog i neobalnog krajolika. Tek nakon drugog svjetskog rata krenuli su veći i tehnički zahtjevni projekti prometnog povezivanja srednje Europe sa Sredozemljem kroz Dinaride.